# One Night Stand (2008)
One Night Stand (2008) foi o quarto evento anual do pay-per-view One Night Stand produzido pela World Wrestling Entertainment (WWE). Aconteceu no dia 1 de junho de 2008 no San Diego Sports Arena em San Diego, Califórnia e contou com a presença dos lutadores da RAW, SmackDown, e ECW .O tema oficial foi "Hell Yeah" composto e tocado por Rev Theory. A frase de divulgação do evento foi: "A única noite do ano em que toda WWE vai ao extremo"

## Resultados
| Nº                                          | Resultados                                                                                                 | Estipulações | Tempo |
| ------------------------------------------- | --- | --- | ----- |
| Dark                                        | Matt Hardy derrotou Shelton Benjamin                                                                       | Luta individual | N/A   |
| 1                                           | Jeff Hardy derrotou Umaga                                                                                  | Luta Falls Count Anywhere                                                                                                  | 9:27  |
| 2                                           | The Big Show derrotou CM Punk, John Morrison (com The Miz), Tommy Dreamer e Chavo Guerrero (com Bam Neely) | Luta Singapore Cane para determinar o desafiante ao ECW Championship no Night of Champions                                 | 8:35  |
| 3                                           | John Cena derrotou John "Bradshaw" Layfield                                                                | Luta "First Blood" | 14:30 |
| 4                                           | Beth Phoenix derrotou Melina                                                                               | Luta "I Quit" | 9:14  |
| 5                                           | Batista derrotou Shawn Michaels                                                                            | Luta de macas | 17:00 |
| 6                                           | Triple H (c) derrotou Randy Orton                                                                          | Luta Last Man Standing pelo WWE Championship                                                                               | 13:16 |
| 7                                           | Edge derrotou The Undertaker                                                                               | Luta Tables, Ladders, and Chairs pelo vago World Heavyweight Championship; se Undertaker perdesse, teria que deixar a WWE. | 23:50 |
| (c) – Refere-se aos campeões antes da luta. | | |       |

## Ligações Externas
- Site oficial do One Night Stand